# Beöthy László (politikus)

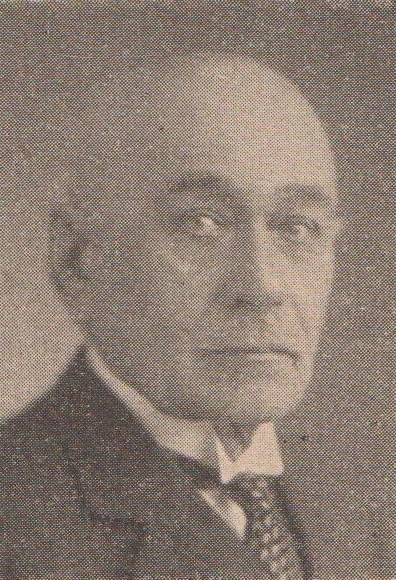

Besenyői és örvendi, (bessenyei) Beöthy László (Hencida, 1860. június 4. – Budapest, 1943. október 28.) politikus, országgyűlési képviselő, főispán, miniszter, földbirtokos.

## Életpályája
Jogi tanulmányainak befejezését követően, 1886-tól Bihar vármegye aljegyzője lett. 1890-től a Szabadelvű Párt egyik vezetőjeként, országgyűlési képviselővé választották. 1893-tól Bihar vármegye  és Nagyvárad főispánja volt, amíg e tisztségéről 1905. december 4-én le nem mondott. 1910 és 1918 között a Nemzeti Munkapárt országgyűlési képviselője volt. 1911. október 18-tól 1913. július 13-ig töltötte be a kereskedelemügyi miniszter tisztségét. 1913 után elsősorban a Nemzeti Munkapárt belső ügyeivel foglalkozott. Az 1918. évi októberi polgári demokratikus forradalom kitörése után birtokára vonult vissza. A Tanácsköztársaság bukása után Bethlen István gróf politikájának híve és támogatója volt. 1916-tól 1931-ig az Országos Központi Hitelszövetkezet alelnöke, 1931-től 1943-ig elnöke, 1938 és 1943 között a Magyar Általános Hitelbank alelnöke. A felsőház tagja és alelnöke volt 1927 és 1939 között.
1912. június 22-ei parlamenti beszédében szorgalmazta a Lika vasútvonal – akkori nevén dalmát vasút – megépítését, illetve Kassa–Oderbergi Vasút Magyarország érdekében való kibővítését, illetve a magyar határig való kettős sínpár kiépítését.